# Руйспірі
Руйспірі (груз. რუისპირი) — село в Грузії.
За даними перепису населення 2014 року в селі проживає 2297 осіб.